# Ligne de Tarascon à Sète-Ville
La ligne de Tarascon à Sète-Ville est une ligne ferroviaire française, électrifiée, à écartement standard et à double voie. Elle relie les villes de Tarascon et Sète, via celles de Nîmes et Montpellier. Elle est entièrement située dans la région Occitanie, mise à part moins de 500 mètres de voies, à son point de départ de Tarascon, qui sont dans la région Provence-Alpes-Côte d'Azur.
Elle est une ligne au riche passé historique, constituée d'anciens chemins de fer réalisés par des compagnies privées : Montpellier à Cette en 1836, Alès à Beaucaire en 1840, Montpellier à Nîmes en 1845, complété par le court tronçon, comportant un important viaduc sur le Rhône, de Tarascon à Beaucaire. C'est également une ligne intégrée dans le projet de réseau de Paulin Talabot qui, après son unification en 1852, intégrera le réseau de la Compagnie des chemins de fer de Paris à Lyon et à la Méditerranée (PLM).
La ligne de Tarascon à Sète est ouverte au trafic voyageurs et fret. Elle est ancrée dans un espace méditerranéen et constitue, avec la ligne de Sète à Portbou via Narbonne et Perpignan, une dorsale du Languedoc-Roussillon pour le transport ferroviaire. Elle se prolonge à l'ouest vers Toulouse, au nord vers Clermont-Ferrand et à l'est vers Marseille.
Elle constitue la ligne no 810 000 du réseau ferré national.

## Histoire

### Chronologie
- 29 juin 1833, concession de Nîmes à Beaucaire[2] ;
- 9 juillet 1836, concession de Montpellier à Sète[3] ;
- 8 mars 1839, mise en service de Montpellier à Sète[3] ;
- 15 juillet 1840, autorisation de construction par l'État de Montpellier à Nîmes[4] ;
- 19 août 1840, mise en service de la section de Nîmes à Beaucaire[2] ;
- 24 juillet 1843, concession de Tarascon à Beaucaire[5] ;
- 9 janvier 1845, mise en service de la section de Montpellier à Nîmes[4] ;
- 8 juillet 1852, fusion des compagnies et transfert des concessions à la Cie Lyon à la Méditerranée,
- 17 juillet 1852, mise en service de la section de Tarascon à Beaucaire[5] ;
- 11 avril 1857, fusion et transfert des concessions à la Cie du PLM.

### Origine de la ligne
L'histoire de la ligne de Tarascon à Sète-Ville commence par une construction réalisée en quatre sections distinctes concédées pour trois d'entre elles à des sociétés privées et une quatrième construite par l'État qui en confie l'exploitation à une société anonyme. Ce n'est que lors de la fusion de ces sociétés, en 1852, qu'elle devient une seule entité, incluse en 1857 dans le réseau de la Compagnie des chemins de fer de Paris à Lyon et à la Méditerranée (PLM).

#### Montpellier à Cette
La concession pour un chemin de fer de Montpellier à Cette est accordée pour 99 ans, par la loi du 9 juillet 1836, aux ingénieurs Mellet et Henry.

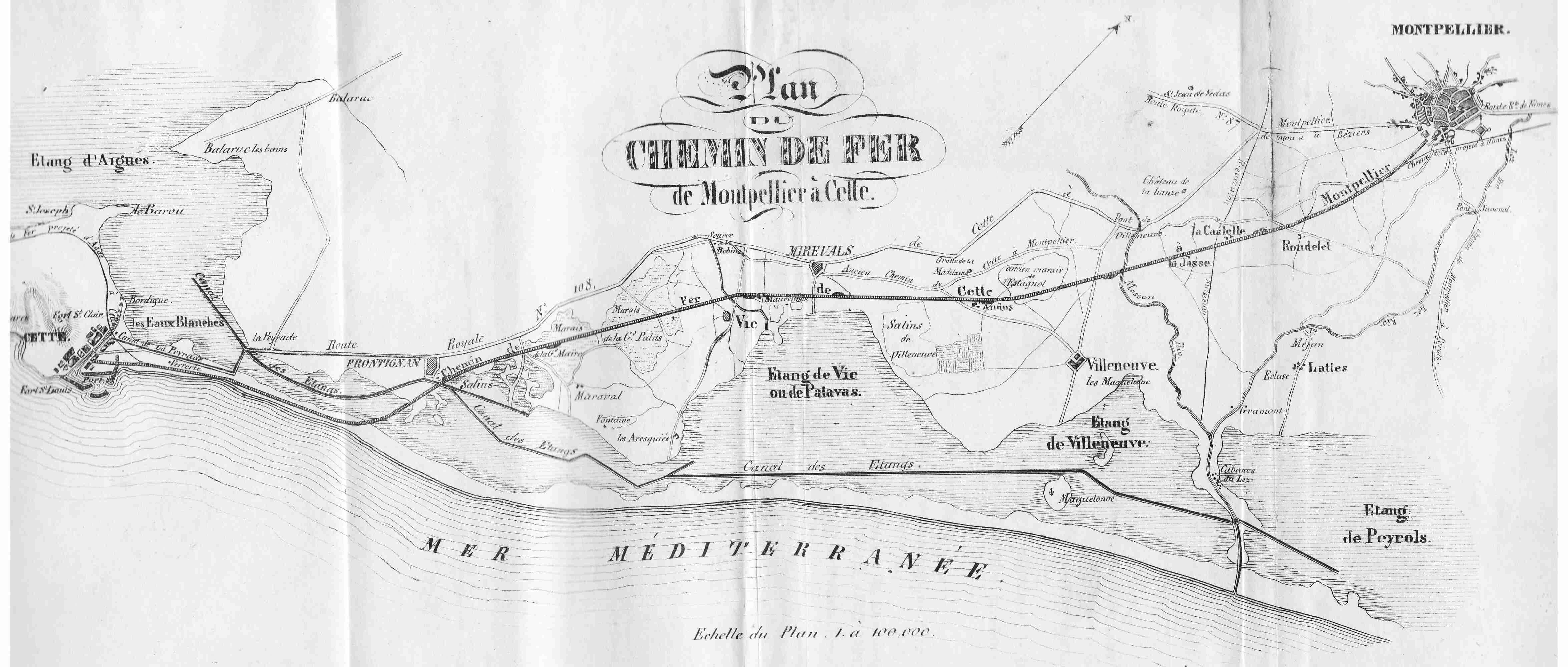
Carte de la ligne en 1839.

Les adjudicataires ne réussissant pas à lever suffisamment de fonds pour engager les travaux avant l'échéance d'un an, prévue dans la concession, ils revendent la concession, le 26 mars 1837, à Brunton et Cie qui la remettent à la Société anonyme du chemin de fer de Montpellier à Cette autorisée par l'ordonnance royale du 4 juillet 1838.
L'objectif est de relier l'importante ville administrative et intellectuelle de Montpellier au port maritime de Cette (ancien nom de Sète) pour faciliter les liens commerciaux entre ces deux villes. Longue d'environ 27 kilomètres, la ligne est presque rectiligne mais le chantier doit résoudre les problèmes posés par la traversée d'une région constituée essentiellement de marais et d'étangs. Les contraintes de la construction sont essentiellement l'établissement de levées de terre, sur lesquelles est posée la voie, qui doivent permettre le passage de l'eau par des aqueducs à clapet pour éviter l'entrée des eaux marines. Le chantier de la ligne est terminé début mars 1839 et après homologation elle est mise en service pour les voyageurs le 8 mars 1839 et pour les marchandises en août 1840.

#### Nîmes à Beaucaire
La section de Nîmes à Beaucaire est incluse dans un projet porté par Paulin Talabot pour relier le bassin houiller de La Grand-Combe au port sur le Rhône de Beaucaire. Il s'agit d'une section, longue d'environ 25 kilomètres, prévue pour un trafic voyageurs à grandes vitesses dans le cadre d'un projet plus ambitieux d'une liaison ferroviaire entre Marseille et Bordeaux. Elle est contenue dans la loi du 29 juin 1833, qui concède à Talabot, Veauté, Abric et Mourier, la ligne d'Alais (ancien nom d'Alès) à Beaucaire.
Ce projet important va connaître de multiples tractations avant d'aboutir à la création de la Compagnie des mines de la Grand'Combe et des chemins de fer du Gard, en 1836, qui ne résout pas le manque de souscripteurs. Finalement la solution viendra d'une avance faite par la banque Rothschild qui permet l'ouverture d'un prêt de l'État.
Les travaux débutent au printemps 1838. La section de Nîmes à Beaucaire, située en plaine, est pratiquement rectiligne avec de grandes courbes et des pentes faibles. Les contraintes viennent des croisements avec les routes royales et départementales pour lesquelles il faut établir des ponts routiers et d'importants remblais. La section est mise en service officiellement le 19 août 1840 en même temps que la section d'Alais à Nîmes au profil difficile.

#### Montpellier à Nîmes
Entre les deux chemins de fer précédents il reste une lacune de 52 kilomètres qui sépare les deux grandes villes que sont Montpellier et Nîmes. L'État décide de prendre à son compte sa construction par la loi du 15 juillet 1840 qui l'autorise à y affecter un crédit de 14 millions de francs.

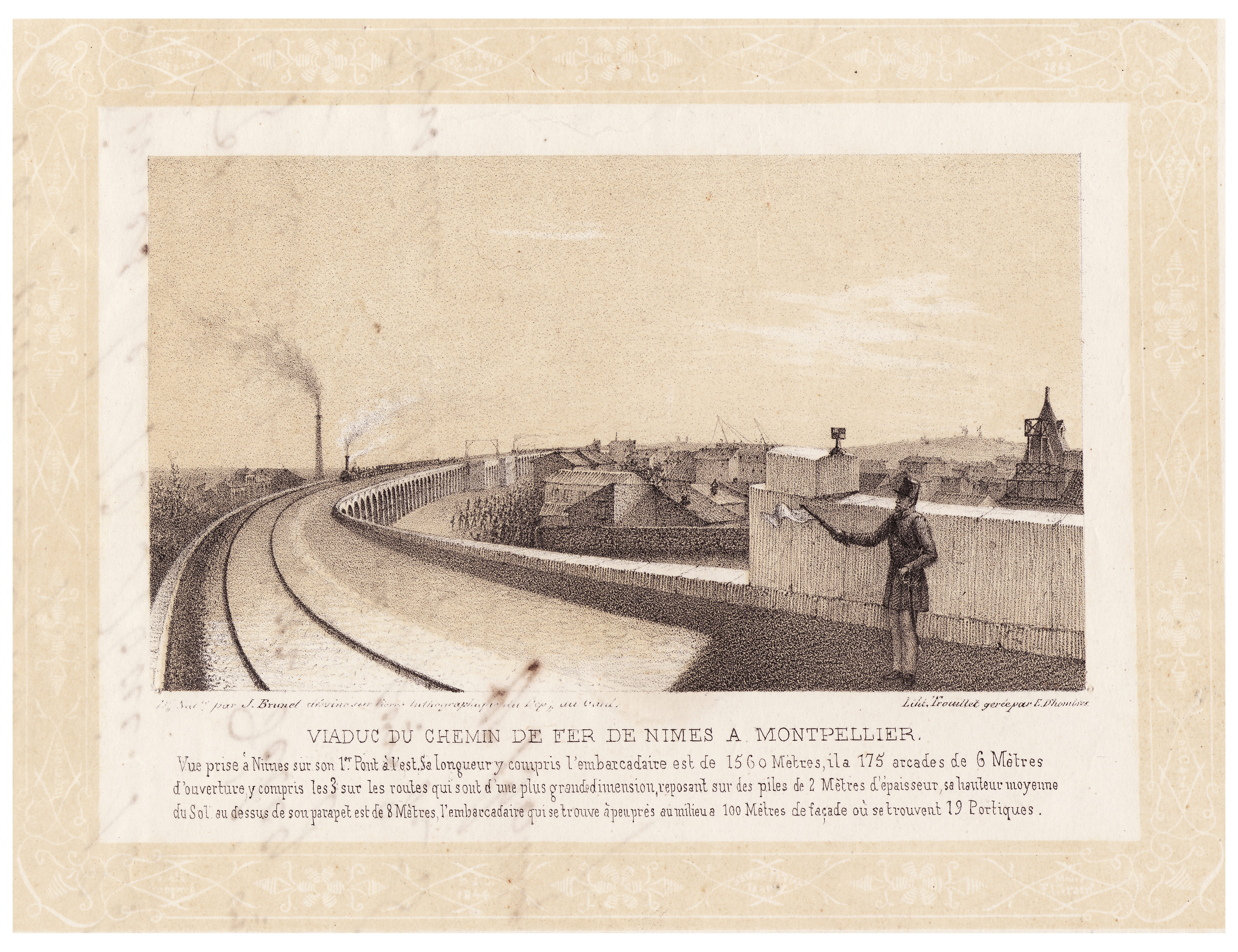
Viaduc de Nîmes (gravure de 1845).

Les travaux, qui vont durer quatre ans sont confiés aux Ponts et Chaussées qui placent l'ingénieur en chef Charles Didion comme directeur du chantier. Le profil de la ligne, située en plaine, n'est pas difficile, les pentes sont faibles, les courbes larges, et les routes, même importantes, sont traversées à niveau. Les contraintes de la ligne viendront seulement ponctuellement de tranchées importantes et de remblais volumineux, auquel il faut ajouter quelques ouvrages d'art comme les viaducs de Nîmes et de Grand-Gallargues ainsi que le pont sur le Vidourle. L'État construit également les gares et quelques-unes sont importantes, notamment Nîmes, Lunel et Montpellier. Après plusieurs circulations d'essais, la ligne est mise en service officiellement le 9 janvier 1845 pour les voyageurs et le 1er juillet pour les marchandises.
Le Ministère des Travaux Publics, autorisé par la loi du 7 juillet 1844, adjuge l'exploitation de la ligne au plus offrant le 18 septembre 1844. Les adjudicataires sont MM. De La Corbière, De Surville et Molines qui l'obtiennent pour un loyer annuel de 350 000 francs et un bail de 12 ans. Ils constituent la société anonyme dénommée Compagnie d'Exploitation du chemin de fer de Montpellier à Nîmes, autorisée par l'ordonnance royale du 22 avril 1845.

#### Raccordement de Tarascon à Beaucaire

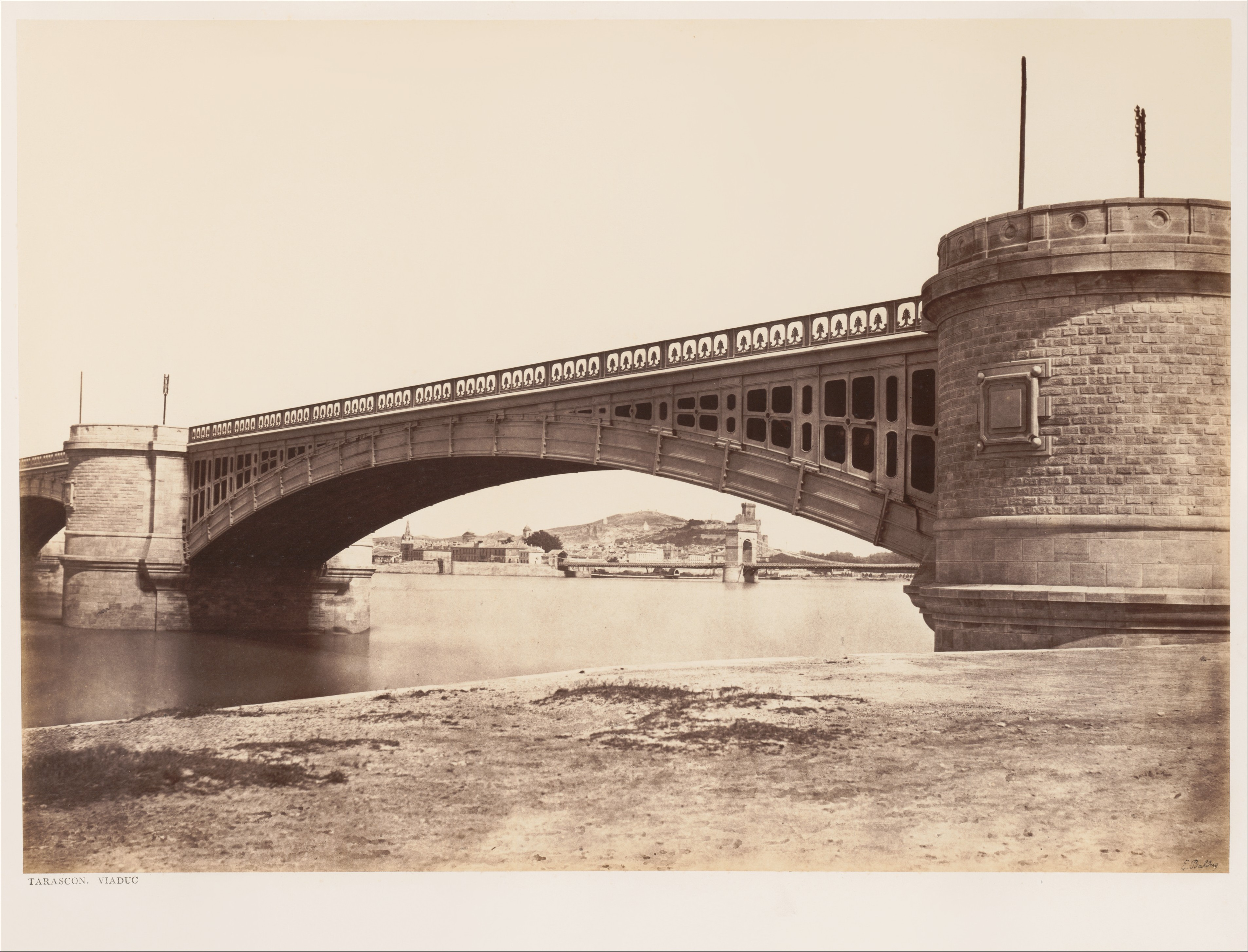
Détail du viaduc en 1865.

Ce court embranchement de 6 kilomètres comporte une importante contrainte qui est le franchissement du Rhône. Il est indispensable au projet de Paulin Talabot qui obtient le 24 juillet 1843 la concession pour une ligne de Marseille à Avignon et l'embranchement de Tarascon à Beaucaire qui permettra les relations avec la ligne qu'il a ouvert en 1840 entre Alès et Beaucaire. Il rétrocède la concession à la Compagnie du chemin de fer de Marseille à Avignon qu'il crée pour réaliser ce projet.
Ses entreprises ont néanmoins toujours des difficultés à lever des fonds et les coûts des travaux étant plus importants que prévu ; il met tous ses moyens à la construction de la ligne principale qu'il ouvre à l'exploitation dans sa totalité en mars 1849, après la réalisation du viaduc sur la Durance à Rognonas qui permet l'arrivée du chemin de fer à Avignon. En 1850 les chantiers sont activés de part et d'autre du fleuve avec la construction d'un pont routier à Lunel et d'un autre ouvrage pour franchir le canal de Beaucaire. Au début de l'année 1852, seul le viaduc sur le Rhône reste à terminer, le tablier posant des problèmes de choix technologique. C'est finalement un tablier en fonte construit aux forges de Fourchambault qui est posé et permet l'ouverture de l'embranchement le 17 juillet 1852.

### Unification de la ligne
Pendant la construction du dernier tronçon de la ligne entre Tarascon et Beaucaire les tractations entre les compagnies en difficultés financières et avec l'État se poursuivent. Cela aboutit à une réadjudication (déjà adjugée mais abandonnée en 1847), pour 99 ans, de la ligne de Lyon à Avignon le 3 janvier 1852 à la Compagnie du chemin de fer de Lyon à Avignon autorisée par le décret du 27 mars 1852. Devant de nouveau apporter son concours l'État impose la fusion des compagnies en une seule à qui il concède de nouvelles lignes. La loi du 8 juillet 1852 fusionne : la Société anonyme du chemin de fer de Montpellier à Cette, la Compagnie des mines de la Grand'Combe et des chemins de fer du Gard, la Compagnie d'Exploitation du chemin de fer de Montpellier à Nîmes et la Compagnie du chemin de fer de Marseille à Avignon, avec la Compagnie du chemin de fer de Lyon à Avignon qui est renommée Compagnie du chemin de fer de Lyon à la Méditerranée.
Le 25 mars 1854, lors de l'assemblée générale annuelle de cette nouvelle compagnie, son directeur Paulin Talabot présente une situation financière qualifiée « d'excellente, exceptionnelle même ». Le bénéfice de l'exercice est de 1 250 399,80 francs et la ligne de la rive droite (Tarascon à Sète), bien qu'elle ait nécessité d'importants travaux de réparation, y contribue pour 636 581,10 francs.
En 1857, la ligne de Tarascon à Sète devient une ligne du réseau de la Compagnie des chemins de fer de Paris à Lyon et à la Méditerranée (PLM), lorsque Paulin Talabot obtient de l'Empereur Napoléon III la fusion de quinze sociétés, dont celle de Lyon à la Méditerranée, pour former la plus importante compagnie de chemins de fer française.

### Seconde Guerre mondiale
Durant l'été 1944, plusieurs bombardements aériens visent le nœud ferroviaire de Tarascon - Beaucaire ainsi que le viaduc ferroviaire sur le Rhône, qui était alors le seul pont sur le fleuve en aval d'Avignon capable de supporter le poids des blindés allemands les plus lourds ; le viaduc sera détruit et reconstruit après-guerre.

### Électrification
Les travaux pour l'électrification en 1 500 volts continu débutent en 1943 sur la section de Sète à Nîmes-Courbessac, durant la Seconde Guerre mondiale. L'innovation est seulement marquée par l'utilisation de poteaux en béton précontraint et des sous-stations équipées de redresseurs à vapeur de mercure. Du fait du conflit la mise sous tension n'a eu lieu que le 31 octobre 1947.
L'électrification de la section de Tarascon à Nîmes, également en 1 500 volts continu, est mise en service le 11 mai 1960.

## Caractéristiques

### Tracé

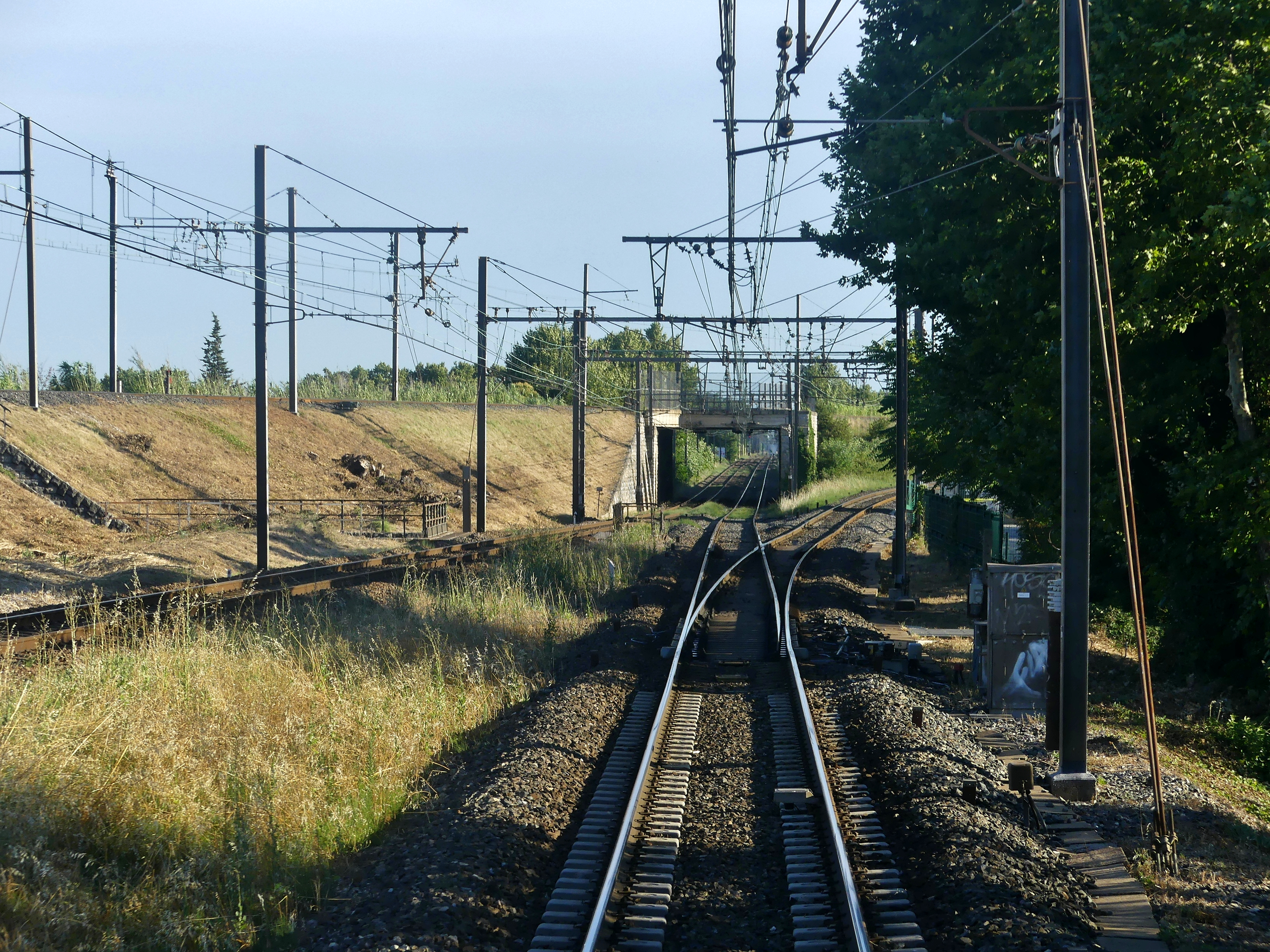
Début de la ligne, à la bifurcation de la ligne classique Paris – Marseille à Tarascon.

La ligne débute en gare de Tarascon, où elle s'embranche sur la grande ligne de Paris-Lyon à Marseille-Saint-Charles. Elle traverse le Rhône dès la sortie de la gare, grâce à un viaduc de 596 mètres de longueur, avant d'arriver en gare de Beaucaire. En direction de l'ouest, elle franchit à deux reprises le canal du Rhône à Sète, passe à l'embranchement qui mène à la gare de Beaucaire-Marchandises (situé près de l'emplacement de la première gare de Beaucaire et sur la partie terminale de l'ancienne ligne du Martinet à Beaucaire), avant de traverser le viaduc de Génestet et le tunnel de Beaucaire (unique tunnel de la ligne, long de 301 mètres). Elle aborde la plaine par de larges courbes sur un axe sud-ouest, avant de prendre une direction ouest-nord-ouest, puis passe par l'ancienne gare de Jonquières-Saint-Vincent. Elle suit ensuite un tracé pratiquement rectiligne qui croise, au niveau inférieur, le contournement de Nîmes et de Montpellier — à l'emplacement de sa gare de Nîmes-Pont-du-Gard, juste avant de passer par la bifurcation de Manduel (raccordement à la ligne des Angles à Lattes (LGV), branche de la LGV Méditerranée prolongée par le contournement précédemment mentionné). Puis, elle franchit la gare de Manduel - Redessan, le triage de Nîmes-Courbessac et les embranchements de la ligne de Saint-Germain-des-Fossés à Nîmes-Courbessac, avant de s'orienter en direction du sud-ouest pour atteindre le viaduc et la gare de Nîmes. Sur cette portion d'environ 25 kilomètres, la pente est faible, sauf sur un tronçon de 7,7 km où elle est la plus importante de la ligne avec 7 ‰.

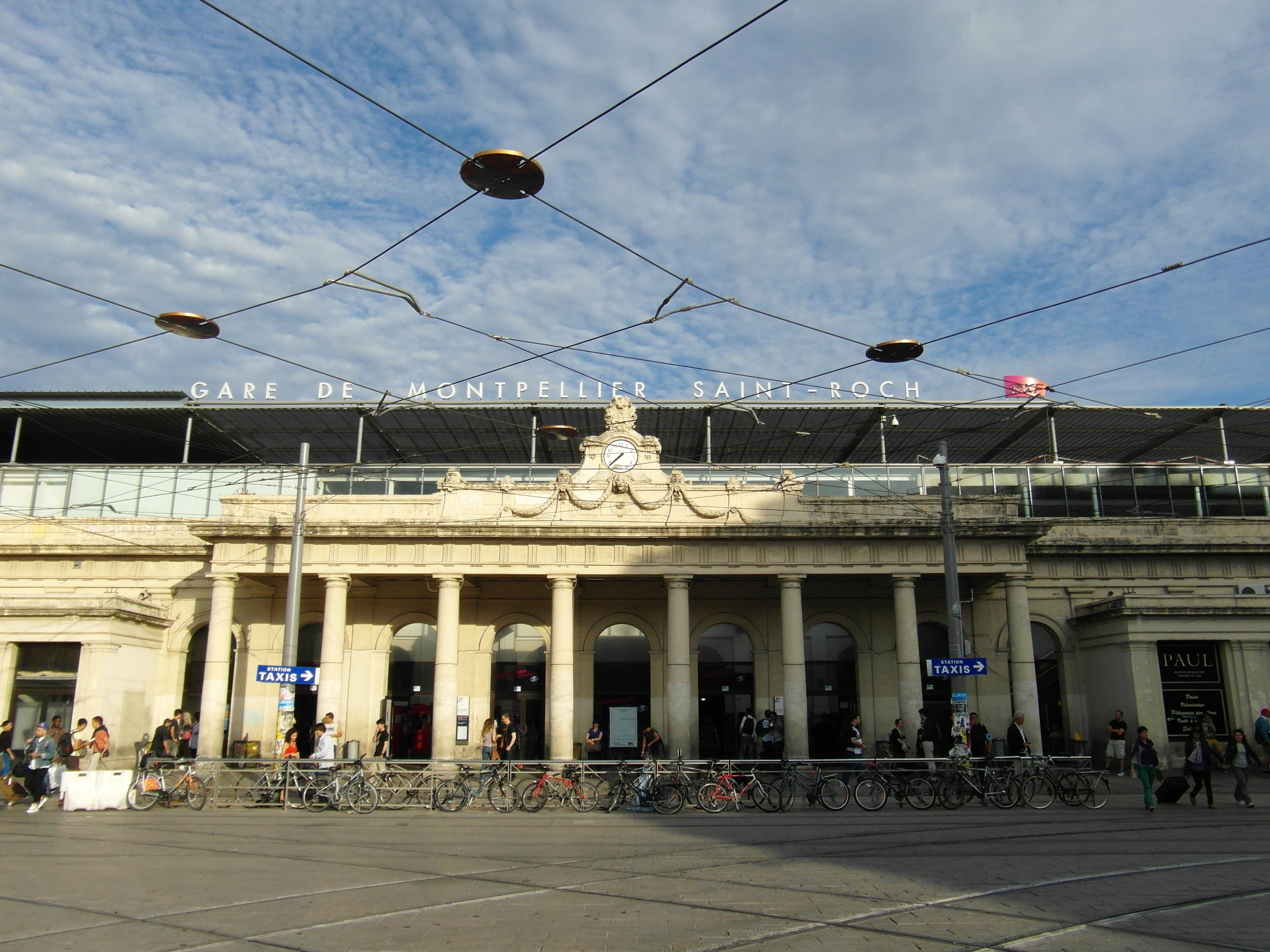
Entrée de la gare de Montpellier-Saint-Roch, en 2012.

Toujours sur un axe sud-ouest, la ligne poursuit sa traversée de la ville jusqu'à la gare de Saint-Césaire, puis elle laisse s'éloigner sur sa gauche la ligne de Saint-Césaire au Grau-du-Roi. Toujours dans la même direction, elle traverse les gares de Milhaud, Uchaud, Vergèze - Codognan, Aigues-Vives (fermée) et Gallargues, avant de passer sur le viaduc de Gallargues (544 mètres), et franchir le Vidourle, le contournement de Nîmes et de Montpellier (par un passage inférieur) et le canal du Bas-Rhône, pour atteindre la gare de Lunel.
Dans cette même direction sud-ouest, la ligne passe par les gares de Lunel-Viel et Valergues - Lansargues, franchit de nouveau le contournement de Nîmes et de Montpellier (par un passage inférieur), puis traverse les gares de Saint-Brès - Mudaison (fermée), Baillargues, Saint-Aunès et Les Mazes - Le Crès (fermée), avant de s'orienter vers le sud pour rejoindre la gare de Montpellier-Saint-Roch. Sur cette portion d'environ 52 kilomètres, la pente ne dépasse pas 3,5 ‰.
Après Montpellier, la ligne se rapproche de la mer, en passant par l'ancienne gare de Montpellier-Les-Prés-d'Arènes (reconvertie en garage pour des rames TER et TGV), puis par la bifurcation du raccordement de Lattes (fin du contournement de Nîmes et de Montpellier), et les gares de Villeneuve-lès-Maguelone, Vic - Mireval et Frontignan. Ensuite, elle franchit le canal des Étangs et rejoint la gare de Sète. Enfin, elle rejoint la ligne de Bordeaux-Saint-Jean à Sète-Ville qui la prolonge, après le pont levant sur le canal de la Bordigue.

### Équipement
La ligne est électrifiée en 1 500 V continu, équipée du block automatique lumineux (BAL), dotée du contrôle de vitesse par balises (KVB) et d'une liaison radio sol-train sans transmission de données.

### Gares ouvertes aux voyageurs
Les gares ouvertes au trafic des voyageurs, dans les années 2020, sont listées dans le tableau ci-dessous. Celles mentionnées en caractères gras sont desservies par des trains de grandes lignes.
La disposition de l'ensemble des gares (y compris celles fermées aux voyageurs), ainsi que leurs points kilométriques respectifs, sont indiqués sur le schéma de la ligne.

### Vitesse limite
La vitesse limite, en 2012, sur l'ensemble de la ligne, est de 160 km/h pour les TGV (et AVE), AGC, Z2, trains V160 ou X 72500, en sens impair (certaines catégories de trains, comme les trains de marchandises, possèdent toutefois des limites plus faibles). Toutefois, la traversée de la gare de Montpellier-Saint-Roch est limitée à 60 km/h pour l'ensemble des trains. Enfin, la traversée de la gare de Sète, pour tout type de train, est fixée à un maximum de 60 km/h[réf. nécessaire].

## Trafic
L'exploitation débute par des circulations isolées, sur les deux premières sections de la future ligne mises en exploitation. En 1839, la ligne de Montpellier à Cette est parcourue quotidiennement dans chaque sens par trois trains voyageurs, le service des marchandises ouvrant en 1840. En 1844, le service voyageurs est toujours identique, avec des départs qui ont lieu de Montpellier à 8 h 12, 13 h et 17 h, et de Cette à 7 h, 10 h 12 et 15 h ; il est critiqué par la presse locale, car il n'est pas satisfaisant pour les voyageurs Cettois qui ont besoin de faire l'aller et retour à Montpellier dans la journée. En 1840, seul le trafic marchandises est ouvert entre Alais et Beaucaire via Nîmes. La Compagnie fermière du chemin de fer de Montpellier à Nîmes met en exploitation sa ligne uniquement pour le trafic voyageurs, le 9 janvier 1845 ; les trains mettent alors deux heures pour relier Montpellier et Nîmes. Le trafic marchandises ouvre le 1er juillet 1845 avec des trains un peu plus lents, qui effectuent le parcours en 2 h 30 min. La Compagnie obtient le droit de faire circuler des trains de Cette à Beaucaire, à la condition qu'ils n'aient pas une masse trop importante car la section de Montpellier à Cette, construite à l'économie, a besoin d'être renforcée. Après l'ouverture en 1852 du dernier tronçon de Beaucaire à Tarascon, qui relie la ligne au réseau, et la fusion des compagnies, le trafic géré uniquement par la Compagnie du chemin de fer de Lyon à la Méditerranée (puis le PLM en 1857) va rapidement progresser.
Dans les années 2010, le trafic de grandes lignes est principalement effectué par des TGV (et AVE), les circulations régionales étant faites par des TER ; la ligne est également fréquentée par des trains de marchandises. Une partie du trafic de grandes lignes et de fret va être transféré, à partir de 2017 – 2018, sur le contournement de Nîmes et de Montpellier.